# Abdurahman Ali Sufi
Abdurahman ben Omar Abu'l-Hosein Ali Sufi (perzijsko عبدالرحمن صوفی; na Zahodu znan tudi po latiniziranemu imenu Azofi), perzijski astronom, * 7. december 903, Raj (Rai), Iran, † 25. maj 986, pri Muhari (Muharra).

## Življenje in delo
Živel je na dvoru emirja Adud ad-Daula v Isfahanu. Prevajal in izboljševal je grška astronomska dela, še posebej Almagest Klavdija Ptolemeja.
V svoji knjigi Knjiga o nepremičnih zvezdah (Kitab al-Kavatib al-Tabit al-Musavar) iz leta 964 je omenil Andromedino meglico in jo imenoval »mali oblak«. Istega leta je temeljiteje predelal 1100 let star Hiparhov zvezdni katalog iz okoli leta 129 pr. n. št. (141–127, 137, 135, 130 pr. n. št.) in ga leta 986 izdal pod imenom Kitab Suvar al-Kavakib. V marsičem je popravil Ptolemejev zvezdni katalog. Prvi je poskušal povezati tradicionalna arabska imena zvezd in ozvezdij z grškimi, saj so bila popolnoma nepovezana ali so se dokaj zapleteno prekrivala. Za vsako ozvezdje je izdelal dve risbi. Pisal je tudi o astrolabu in ga uporabil na več novih načinov.
Določil je naklon Zemljinega tira proti ekliptiki in točneje izračunal dolžino Sončevega leta.
Ozvezdje Berenikini kodri je imenoval »Ženski lasje« (Al'Diafira) brez pojasnila komu pripadajo.

## Priznanja

### Poimenovanja
Po njem se imenuje udarni krater na Luni Azofi (Azophi). Njegovi Lunini koordinati sta 22,1° južno; 12,7° vzhodno, premer 47 km in globina 3,7 km.

## Galerija
- Ozvezdje Bika
- Ozvezdje Raka
- Ozvezdje Zajca
- Ozvezdje Dvojčkov
- Ozvezdje Andromede
- Ozvezdje Kačenosca